# Denis Lathoud
Denis Lathoud   (4t arrondissement de Lió, 13 de gener de 1966 - Toló, 22 de juny de 2025) va ser un jugador d'handbol francès que va competir durant les dècades de 1980 i 1990. Jugava de lateral esquerra. Des del 2002 va fer d'entrenador.

## Biografia
El 1992 va prendre part en els Jocs Olímpics de Barcelona, on guanyà la medalla de bronze en la competició d'handbol. Quatre anys més tard, als jocs d'Atlanta, fou quart en la mateixa competició. Amb la selecció nacional jugà 164 partits entre 1987 i 1996, en què marcà 463 gols. En el seu palmarès també destaquen una medalla d'or i una de plata al Campionat del Món d'handbol de 1995 i 1993 respectivament.
A nivell de clubs jugà al Vénissieux handball (1984-1992), USAM Nîmes (1992-1994), PSG-Asnières (1994-1996), US Ivry (1996-1998), Marseille OM 13 CR (1998-1999), HBC Villefranche-en-Beaujolais (1999-2000), Al-Sadd Sports Club Handball (2000), SSV Forst Brixen (2000-2001) i SMV Porte Normande (2002-2005). Guanyà tres edicions de la lliga francesa, el 1992, 1993 i 1997; i tres de la Copa francesa, el 1991, 1992 i 1994.
Amb el seu darrer club, el Porte Normande, va exercir de jugador-entrenador, i un cop retirat del tot continuà la seva carrera esportiva com a entrenador en diferents equips francesos i tunisians.